# Millettia nyangensis
Millettia nyangensis là một loài thực vật có hoa trong họ Đậu. Loài này được Pellegr. miêu tả khoa học đầu tiên.